# Choriocentèse
Pour les articles homonymes, voir CVS (homonymie).
La choriocentèse ou biopsie du trophoblaste (ou encore  test CVS : Chorionic villus sampling) , consiste à prélever par aspiration du tissu trophoblastique du fœtus. On prélève des cellules chorioniques (cellules du futur placenta), on parle également de prélèvement des villosités choriales. On part du principe que les cellules choriales ont la même origine que les cellules du fœtus et qu'elles possèdent donc les mêmes caractéristiques génétiques.
La choriocentèse constitue un examen très précoce, le prélèvement étant effectué avant la 14e semaine d'aménorrhée (l'amniocentèse se pratique entre la 16e et la 22e semaine d'aménorrhée). Elle peut s'effectuer par voie transvaginale ou par voie transabdominale.
À l'issue du prélèvement, comme pour l'amniocentèse, les cellules prélevées seront analysées en laboratoire pour établir le caryotype.
Après 2 jours de préparation et de mise en culture, le généticien procède à l'analyse.
Les résultats sont disponibles en 4 à 7 jours. Une amniocentèse peut être indiquée si les résultats chromosomiques demandent à être confirmés.